# James Babson
Pour les articles homonymes, voir Babson (homonymie).
James Babson est un acteur américain né le 24 octobre 1974 à West Chester en Pennsylvanie.

## Filmographie

### Cinéma
- 1994 : Les Évadés de Frank Darabont : Con
- 2002 : xXx de Rob Cohen : un technicien
- 2003 : La Ligue des gentlemen extraordinaires de Stephen Norrington : le troisième tireur d'élite
- 2003 : Lash of the Scorpion de Lloyd A. Simandl : un homme
- 2003 : Luther d'Eric Till : le quatrième moine dominicain
- 2003 : Girl Camp 2004: Lesbian Fleshpots de Lloyd A. Simandl : George
- 2003 : Elevator de Terje Mork : Torr
- 2004 : Rex-patriates de Nancy Bishop : E. Thomas Kranepool
- 2004 : Hellboy de Guillermo del Toro : Agent Moss
- 2005 : Oliver Twist : un policier
- 2006 : L'Illusionniste de Neil Burger : le jeune père
- 2007 : Almaz Black Box de Christian Johnston : Rick Richardson
- 2008 : Fragments (Winged Creatures) de Rowan Woods : le propriétaire du magasin de vélos
- 2009 : Eviction Avengers de Paul Ratner : l'imitateur
- 2009 : Solomon Kane de Michael J. Bassett : le skinhead
- 2009 : Tech Support de Chris Valenti : le chef
- 2010 : Freeway Killer (en) de John Murlowski : le père de Pugh
- 2010 : Guignol de Dana Turken : Ingmar
- 2010 : Random Chapters in the Life of Some Guy de Chris Valenti : le chef
- 2011 : Starf*ckers de  Holt Bailey, Sean Mullin et Brian Steele (en) : le videur
- 2011 : Clown Wanted de Gideon Emery : officier Archer
- 2012 : The Words de Brian Klugman et Lee Sternthal : Dan Zuckerman
- 2012 : Gold 'n' Honey de Valerie McCaffrey
- 2012 : Dog Eat Dog de Sian Heder : James
- 2012 : Letting Go de Jake Torem
- 2012 : Lunch with Wolves de Dana Turken : M. Wolf
- 2013 : Ghost Team One de Scott Rutherford et Ben Peyser : JW Menapace
- 2013 : Vishwaroopam (en) de Kamal Haasan : Tom Black
- 2013 : Dose of Realty de Chris Glatis : Pinkerton
- 2013 : For Abigail, Love Benjamin de Tomas Vengris : David
- 2013 : Sugar (en) de Rotimi Rainwater
- 2014 : Service de  Jerry Pyle : Steven
- 2014 : More Information Please de Raiya Corsiglia : Détective Swab
- 2014 : The Last Knights de Kazuaki Kiriya : Gros Jim

### Télévision
- 2002 : Napoléon
- 2002 : Jean Moulin : Komplic
- 2002 : Docteur Jivago : le père de Distraught
- 2002 : Young Arthur (en) : le moine
- 2003 : Les Enfants de Dune (Children of Dune) : le deuxième pirate Qizarate
- 2003 : Hitler : La Naissance du mal : Rudolf Hess
- 2003 : Charles II: The Power & the Passion
- 2004-2005 : Help! I'm a Teenage Outlaw (en) : Van Damm (2 épisodes)
- 2005 : Révélations : Haden Pilgrim (1 épisode)
- 2009 : Monk : l'acteur prétentieux (1 épisode)
- 2011 : Traffic Light : le garde de sécurité britannique (1 épisode)
- 2012 : American Dad! : le deuxième gars (1 épisode)
- 2012 : NCIS : Los Angeles : Paramédical (1 épisode)

### Jeu vidéo
- 2010 : BioShock 2 : Louie McGraff

### Clip
- 2018 : Marshmello & Bastille - Happier